# 三井高寛
三井 高寛（みつい たかひろ、1868年11月27日（明治元年10月14日） - 1943年（昭和18年）12月19日）は、日本の実業家。三井組参事や、三井物産社長、東神倉庫社長、三井鉱山社長等を務めた。三井伊皿子家第7代当主。別名に元之助，宗寛，長五郎，渓泉，霞遊。

## 人物・経歴
京都出身。伊皿子家当主三井高生の長男。1893年三井組参事。1894年三井物産社長。1902年三井銀行監査役。1909年東神倉庫社長。1912年から三井鉱山社長を務め、満洲事変以降の鉱物需要増加に対応して増産を進めるなどした。1936年三井家の事業から引退。1943年死去。同年従四位。

## 親族
妻曉子は三井高堅元三井合名副社長の妹。庶子艶子は前田利功男爵の妻。三井高信元王子製紙会長や三井高泰元三井物産社長は弟。庶子の高長は三井高棟の三女・興子と結婚し、その娘・博子は豊田章一郎（トヨタ自動車名誉会長・日本経団連名誉会長)の妻となった。妹の多越は土肥慶蔵の妻。